# Bruchus
Bruchus ist eine Gattung in der Unterfamilie der Samenkäfer (Bruchinae). Das Taxon wurde 1767 von Carl von Linné eingeführt. Typusart ist Bruchus pisi Linnaeus, 1767  [= Dermestes pisorum Linnaeus, 1758] mittels nachträglicher Zuordnung durch Latreille (1810). Die Gattung gehört zur Tribus Bruchini. Weiterhin wurde die Gattung zur Untertribus Bruchina erhoben.

## Merkmale
Es handelt sich um meist größere, häufig bunt gezeichnete Käfer mit breit-ovaler Körpergestalt. Bei nahezu allen Arten ist der breite Halsschild seitlich mit einem vorspringenden Winkel oder einem spitzen Zahn versehen. Die Männchen tragen artspezifische Auszeichnungen an den Mittelschienen, an denen sie sich leicht voneinander unterscheiden lassen. Bei allen Arten sind die Hinterbeine stets schwarz sowie die Hinterschenkel unten mit einem kräftigen Zahn versehen.

## Verbreitung
Die Arten sind hauptsächlich in der Paläarktis, insbesondere in Europa, verbreitet. Einige Arten wurden auf andere Kontinente verschleppt und sind nun kosmopolitisch verbreitet. In Europa ist die Gattung mit etwa 31 Arten vertreten.

## Lebensweise
Die Wirts- und Nahrungspflanzen der Bruchus-Arten gehören fast ausschließlich zur Hülsenfrüchtlertribus Fabeae, darunter Erbsen,  Platterbsen, Linsen und Wicken. Beispiele hierfür sind die Vogel-Wicke (Vicia cracca), die von mindestens neun Bruchus-Arten befallen wird, die Futterwicke (Vicia sativa), die fünf nachgewiesene Arten beherbergt, sowie die Wiesen-Platterbse (Lathyrus pratensis) und die Knollen-Platterbse (Lathyrus tuberosus), die jeweils von vier Arten befallen werden. Einige Bruchus-Arten sind monophag und leben nur auf einer Wirtspflanze.
Einige Arten gelten als wirtschaftlich bedeutsame Schädlinge: B. lentis an Linsen, B. pisorum an Erbsen und B. rufimanus an Ackerbohnen.
Die Käfer der Gattung Bruchus sind univoltin und bilden eine Generation pro Jahr. Das Weibchen legt im Frühjahr und Sommer Eier auf die Fruchtschale seiner Wirtshülsenfrucht, und die Larve dringt in einen Samen ein, um sich zu entwickeln. Der adulte Käfer schlüpft, verbringt aber den Herbst und Winter in einer Diapause und wartet bis zum Frühjahr, um sich dann fortzupflanzen.

## Systematik
Die Gattung umfasst folgende Arten:
- Bruchus abdominalis Fabricius, 1781
- Bruchus aboriginalis Wickham, 1914
- Bruchus affinis Frölich, 1799
- Bruchus albocallosus Pic, 1932
- Bruchus altaicus Fåhraeus, 1839
- Bruchus anilis Scudder, 1876
- Bruchus antaeus Wickham, 1917
- Bruchus atomarius Linnaeus, 1761
- Bruchus arachidis Fåhraeus, 1839
- Bruchus barimanii Delobel & Sadeghi, 2014
- Bruchus bilineatopygus Pic, 1938
- Bruchus bipunctatus Sulzer, 1776
- Bruchus bituminosus Germar, 1837
- Bruchus bivulneratus Horn, 1873
- Bruchus boscii Fåhraeus, 1839
- Bruchus bowditchi Wickham, 1912
- Bruchus brachialis Fåhraeus, 1839
- Bruchus brisouti Kraatz, 1868
- Bruchus canariensis Decelle, 1975
- Bruchus carpophiloides Wickham, 1914
- Bruchus cinerifer Fåhraeus, 1839
- Bruchus crassus Förster, 1891
- Bruchus decrepitus von Heyden, 1858
- Bruchus dentipes Baudi, 1886
- Bruchus domescens Wickham, 1913
- Bruchus emarginatus Allard, 1868
- Bruchus ervi Frölich, 1799
- Bruchus exhumatus Wickham, 1912
- Bruchus exiguus Horn, 1873
- Bruchus fulvulus Wiedemann, 1819
- Bruchus gardneri Pic, 1938
- Bruchus griseomaculatus Gyllenhal, 1833
- Bruchus hamatus Miller, 1881
- Bruchus henshawi Wickham, 1912
- Bruchus hierroensis Decelle, 1978
- Bruchus humeralis Gyllenhal, 1833
- Bruchus incurvatus Motschulsky, 1873
- Bruchus inornatus Horn, 1873
- Bruchus irresectus Fåhraeus, 1839
- Bruchus laicus Fåhraeus, 1839
- Bruchus laticollis Boheman, 1833
- Bruchus lentis Frölich, 1799
- Bruchus libanensis Zampetti, 1993
- Bruchus lorestanus Kasatkin, 2018
- Bruchus loti Paykull, 1800
- Bruchus lugubris Fåhraeus, 1839
- Bruchus luteicornis Illiger, 1794
- Bruchus maculatithorax Pic, 1928
- Bruchus nigrinus Horn, 1873
- Bruchus nikdeli Delobel & Sadeghi, 2014
- Bruchus occidentalis Lukjanovitch & Ter-Minassian, 1957
- Bruchus ornatus Boheman, 1829
- Bruchus osborni Wickham, 1912
- Bruchus perezi Kraatz, 1868
- Bruchus phaseoli Chevrolat, 1833
- Bruchus picturatus Fåhraeus, 1839
- Bruchus pisorum Linnaeus, 1758
- Bruchus placidus Horn, 1873
- Bruchus prosopis LeConte, 1859
- Bruchus rufimanus Boheman, 1833
- Bruchus rufipes Herbst, 1783
- Bruchus sakeensis Pic, 1953
- Bruchus serraticornis Quensel, 1790
- Bruchus sibiricus Germar, 1824
- Bruchus signaticornis Gyllenhal, 1833
- Bruchus strangulatus Fåhraeus, 1839
- Bruchus striolatus Heer, 1847
- Bruchus succintus Wickham, 1913
- Bruchus tessellatus Mulsant & Rey, 1858
- Bruchus tetragonus (Baudi, 1886)
- Bruchus tristiculus Fåhraeus, 1839
- Bruchus ulicis Mulsant & Rey, 1858
- Bruchus venustus Fåhraeus, 1839
- Bruchus viciae Olivier, 1795
- Bruchus vicinus Gyllenhal, 1833